# Incident du Nerbudda
L'incident du Nerbudda (大安之役, Nerbudda incident) est le nom de l'exécution publique de 197 membres des équipages du navire de transport Nerbudda et du brick Ann à Taïwan le 10 août 1842 tout à la fin de la première guerre de l'opium. 87 autres prisonniers meurent de mauvais traitements en captivité.
En septembre 1841, le Nerbudda fait naufrage au nord de Taïwan près de Keelung. En mars 1842, l'Ann fait également naufrage dans le port de Daan. Les survivants des deux navires, principalement des recrues et lascars (en) indiens, sont capturés et forcés de marcher vers le sud jusqu'à la capitale de la préfecture de Taïwan (en), où ils sont emprisonnés avant d'être décapités. Sur les quelque 300 naufragés qui ont débarqué ou tenté de débarquer à Taïwan, seuls 11 ont survécu à la captivité et à l'exécution. L'empereur Daoguang ordonna l'exécution le 14 mai 1842, après la défaite chinoise au Zhejiang.

## Contexte
Alors qu'elle développe ses activités commerciales en Asie de l'Est, la Compagnie britannique des Indes orientales considère Taïwan (Formose) comme un poste commercial viable avec un riche potentiel en ressources. La société fait pression sur le gouvernement britannique pour qu'il accorde un monopole commercial après avoir occupé l'île. En 1840, le ressortissant britannique William Huttmann écrit au ministre des Affaires étrangères Lord Palmerston que, compte tenu de la valeur stratégique et commerciale de l'île et de la domination lâche de la dynastie Qing sur elle, un navire de guerre britannique avec moins de 1 500 hommes pourrait occuper sa côte est tout en développant le commerce. Pendant la première guerre de l'opium, des men'o'war britanniques patrouillent dans le détroit de Taïwan et les Pescadores.

## Naufrages

### Nerbudda
Début septembre 1841, le navire de transport Nerbudda part de Hong Kong en direction de Chusan. Il a à son bord 274 personnes composées de 243 Indiens, 29 Européens et deux hommes de Manille.  Un violent coup de vent démâte le navire, qui dérive vers la côte nord de Taiwan et heurte un récif,. Tous les Européens, accompagnés de trois Indiens et des deux hommes de Manille, quittent le Nerbudda en chaloupe, laissant derrière eux 240 Indiens (170 recrues et 70 lascars). Le navire, qui dispose d'un stock d'eau douce, reste cinq jours dans la baie de Keelung, au cours desquels les naufragés préparent des radeaux. En tentant d'atteindre la rive, certains se noient dans les vagues, d'autres sont tués par des pillards à terre, et d'autres sont capturés par les autorités locales qui les divisent en petits groupes et les font marcher vers la capitale préfectorale de Taiwan (actuelle ville de Tainan),. On pense qu'environ 150 ont marché en suivant le rivage. Pendant ce temps, ceux qui se trouvent en chaloupes avancent le long de la côte est de Taïwan. Après avoir errés à la dérive pendant plusieurs jours, ils sont aperçus par la goélette marchande Black Swan et emmenés à Hong Kong,.
Le général Manchou Dahonga (達洪阿) et le taotai (intendant) Han Yao Ying (姚瑩) envoient un faux rapport à l'empereur Daoguang, affirmant avoir coulé le navire au fort de Keelung tout en se défendant contre une attaque navale le 30 septembre, pour un bilan de 32 ennemis tués et 133 capturés. En réponse, l'empereur envoie des récompenses aux deux commandants. Cependant, une telle bataille n'a jamais eu lieu et les personnes qu'ils prétendent avoir massacrées sont des naufragés survivants. Seuls deux ont survécu (le chef et le deuxième serang (en)) et sont envoyés à Xiamen (alors connue par sa prononciation hokkien : Amoy) après les exécutions de l'année suivante.

### Ann
En mars 1842, le brick Ann parti de Chusan pour rejoindre Macao. Il a à son bord 57 membres d'équipage composés de 34 Indiens, 14 Européens ou Américains, cinq Chinois et quatre Portugais ou Malais. La plupart sont des seacunnies ou des lascars. Des vents violents font dériver le navire sur le rivage et la marée descendante le fait s'échouer près du port de Daan,. L'équipage réquisitionne une jonque chinoise pour tenter de reprendre la mer, mais un coup de vent perturbe son plan et il est rapidement capturé par des Chinois armés. Dahonga et Yao Ying envoient de nouveau un rapport mensonger, affirmant que des navires de pêche avaient détruit le navire en état de légitime défense. Seuls neuf survivants seront épargnés lors des exécutions d'août 1842. En 1843, une liste des noms des 57 membres d'équipage et de leur sort est publié dans The Chinese Repository :
- 43 décapités
- 2 morts en captivité
- 2 morts dans le naufrage
- 1 évadé
- 8 libérés à Xiamen (dont six Européens ou Américains, un Indien et un Chinois[13])
- 1 Chinois retenu comme interprète[14]

## Tentatives de sauvetage
Entre le 19 et le 27 octobre 1841, le sloop HMS Nimrod navigue vers Keelung et offre aux autorités locales 100 dollars pour chaque survivant de Nerbudda. Mais après avoir découvert qu'ils avaient été envoyés au sud pour être emprisonnés, le capitaine Joseph Pearse ordonne le bombardement du port et détruit 27 ensembles de canons avant de retourner à Hong Kong. Le 8 octobre 1842, le commandant William Nevill du HMS Serpent quitte Xiamen pour Taïwan (Tainan). Le capitaine Henry Ducie Chads (en) du Cambrian lui ordonne de s'enquérir des survivants des deux navires « sous un drapeau de trêve ». À ce moment-là, les Britanniques savent que les captifs ont déjà été exécutés. Nevill apporte une lettre de Chads adressée au gouverneur taïwanais, demandant la libération des survivants, mais signale avoir été accueilli de manière peu courtoise et que sa lettre n'a pas été acceptée. On leur dit que les derniers survivants ont été envoyés à Fuzhou. Le 12 octobre, ils retournent à Xiamen.
Lorsque le Serpent arrive à Anping, il trouve 25 survivants des 26 membres d'équipage du navire de transport Herculanum qui avait quitté Singapour le 6 septembre 1842, transportant du charbon de Calcutta aux vapeurs britanniques à Chusan. Seul le capitaine Stroyan est considéré comme perdu. Contrairement aux survivants des Nerbudda et Ann, le capitaine Stroyan et son équipage ont été bien traités, mais comme ils connaissaient le sort des nombreuses autres victimes du naufrage, ils craignaient constamment pour leur vie. Il est possible, selon la crédibilité des articles de journaux contemporains, que les autorités taïwanaises aient largement épargné les survivants européens, concentrant leurs exécutions sur l'équipage indien (lascars). Les rapports contemporains du sauvetage de l'équipage du Herculanum font état de 197 survivants au total du Nerbudda et du Ann, 30 étant morts, 157 ayant été exécutés, dont huit Britanniques, dont l'un était Robert Gully, le fils du boxeur et député John Gully, et les 10 survivants envoyés à Xiamen. Le Serpent arrive à Xiamen avec les survivants du Herculanum le 12 octobre, les survivants du Nerbudda et du Ann n'arrivant que le 25 octobre, près de deux semaines plus tard.

## Exécution

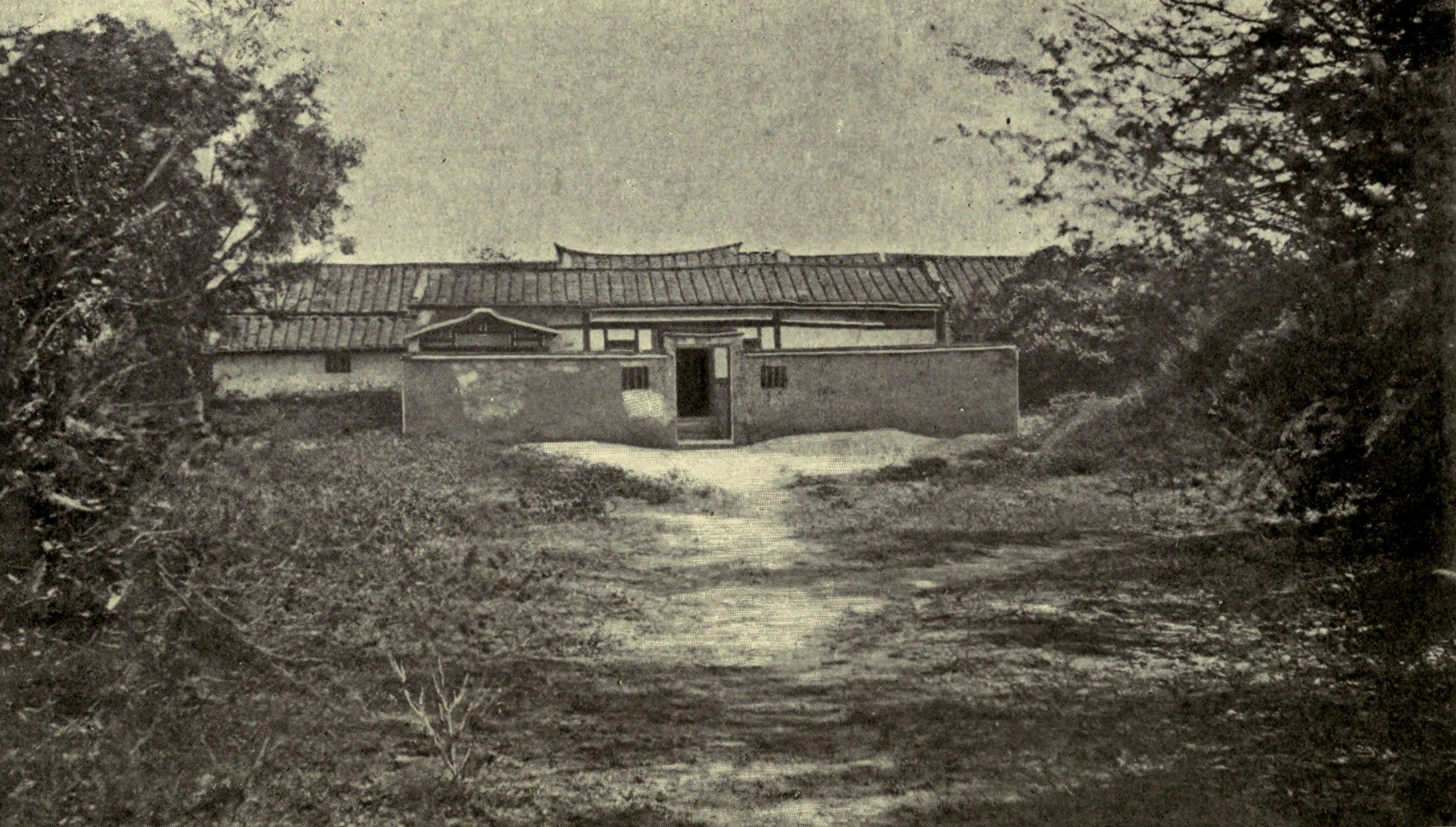
Grenier où les prisonniers sont retenus captifs.

Après la capture des survivants de Nerbudda, Dahonga et Yao Ying sollicitent la permission de Pékin de les exécuter en qualité d'envahisseurs. Le 14 mai 1842, l'empereur Daoguang publie un édit après que les forces britanniques aient repoussé la tentative chinoise de reprendre Ningpo dans la province du Zhejiang. En ce qui concerne les prisonniers du Ann, il ordonne : « Après avoir obtenu leurs aveux, seuls les chefs des yi [barbares] rebelles doit être emprisonnés. Les yi rebelles restants et les quelque 130 autres prisonniers capturés l'année dernière seront tous immédiatement exécuté afin de libérer notre colère et d'animer nos cœurs ». Le 10 août, les captifs sont emmenés à 3 ou 5 km à l'extérieur des murs de la ville. Leur exécution est rapportée dans le Chinese Repository :

Tous les autres - cent quatre-vingt-dix-sept [prisonniers] - furent placés à peu de distance les uns des autres sur leurs genoux, les pieds enferrés et les mains menottées derrière le dos, attendant ainsi les bourreaux, qui tournaient, et avec une sorte d'épée à deux mains leur coupaient la tête sans être posée sur un bloc. Ensuite, leurs corps ont tous été jetés dans une fosse et leurs têtes exposées dans des cages au bord de la mer.

87 autres prisonniers sont morts de mauvais traitements en captivité. Le marchand Robert Gully et le capitaine Frank Denham tiennent un journal alors qu'ils sont emprisonnés. Gully est exécuté tandis que Denham survivra. Le 25 octobre, l'un des survivants libérés, M. Newman, reçoit une « page » du journal de Gully de la part d'un soldat chinois qui déclare qu'elle avait été trouvée dans la chemise de Gully, qui lui avait été retirée à l'heure de l'exécution. Elle contient sa dernière entrée de journal connue, datée du 10 août.  Les revues de Gully et Denham sont publiées à Londres en 1844. En 1876, un mémoire de Dan Patridge, un survivant du Ann, est également publié à Londres.

## Conséquences
Le 23 novembre 1842, le plénipotentiaire Henry Pottinger condamne le massacre de non-combattants et exige que les responsables taïwanais soient dégradés, punis et leurs biens confisqués et versés au gouvernement britannique pour indemniser les familles des personnes exécutées. Il déclare avoir obtenu la preuve que l'empereur avait ordonné l'exécution, mais que cela était dû au fait que les autorités taïwanaises avaient faussement signalé qu'il s'agissait d'un groupe hostile ayant attaqué l'île alors que les navires n'étaient pas des navires de guerre et que l'équipage capturé n'était composé ni de troupes ni de combattants. Les répercussions potentielles concernent le gouvernement Qing qui vient de signer le traité de Nankin quelques mois plus tôt qui met fin à la guerre. Le 11 janvier 1843, l'empereur ordonne une enquête judiciaire sur Dahonga et Yao Ying.
Le gouverneur du Fujian et du Zhejiang, Yiliang (怡良), est envoyé comme commissaire à Taïwan (Tainan). Après enquête, il rapporte que les deux commandants ont avoué avoir envoyé des rapports fabriqués de toutes pièces sur la défense contre une attaque navale,. En avril 1843, ils sont rappelés dans la capitale Pékin. Après avoir été interrogés, ils sont emprisonnés mais libérés par l'empereur le 18 octobre, après avoir purgé seulement 12 jours de prison. Plus tard cette année-là, Yao Ying affirme que ses actions ont été faites pour remonter le moral déclinant de l'administration et des troupes Qing. Le 16 décembre, Dahonga est affecté à un poste à Hami dans la province du Xinjiang, tandis que Yao Ying est nommé dans la province du Sichuan.  Le gouvernement britannique n'était pas au courant de ces affectations avant que le gouverneur de Hong Kong John Francis Davis (en) informe le ministre des Affaires étrangères Lord Aberdeen  le 11 mars 1845.
En 1867, 25 ans après les exécutions, une entrevue est publiée dans laquelle le médecin britannique William Maxwell demande à un ancien employé chinois d'un hong de Tainan s'il se souvient des décapitations. Il dit s'en souvenir et affirme que le même jour, un violent orage s'était formé et avait duré trois jours, noyant environ 1 000 à 2 000 personnes : « Je me souviens bien de ce jour, et quel jour noir c'était pour Formose [...] comme un jugement du ciel pour avoir décapiter les étrangers; mais cela a été fait pour se venger de vos soldats qui avait pris Amoy, ».